# K2 (jeu de société)
K2 est un jeu de société créé par Adam Kałuża et publié par l'éditeur polonais Rebel Games en 2010. Dans ce jeu, les joueurs incarnent des alpinistes qui partent à l'ascension de la montagne du même nom. K2 est le premier jeu polonais à être nommé au prestigieux prix Spiel des Jahres. 
En 2012, Rebel publie l'extension K2 : Broad Peak, qui propose deux nouveaux parcours, sur la montagne du même nom (anciennement connue sous le nom de K3), ainsi que des variantes et des ajouts de règles. 
En 2018 Rebel publie l'extension K2 : Lhotse, qui propose deux nouveaux parcours, vers le sommet du même nom, ainsi qu'une variante de règle introduisant les "cordes" permettant de définir ses propres voies. (Dans les autres plateaux, on a le choix entre plusieurs voies mais elles sont toutes prédéfinies sur le plateau). 

## Principe général
Les joueurs incarnent des alpinistes partis à l'assaut du K2. À chaque tour ils doivent programmer leurs actions en choisissant trois cartes parmi six piochées dans leur paquet. Ces cartes vont leur permettre d'augmenter leur niveau d'acclimatation (une chute à zéro est létale) et de se déplacer sur les différents emplacements de plusieurs chemins de cordée, plus ou moins difficiles, avant d'être défaussées.
Il leur faut prendre en compte les prévisions météorologiques qui introduisent des malus d'acclimatation et des ralentissements dans des paliers d'altitude spécifique, afin de bien doser leur prise de risque.
Plus les joueurs montent en altitude, plus ils se bloquent mutuellement, la place sur les escarpements se raréfiant.

## Règle du jeu

### But du jeu
Les joueurs doivent grimper le plus haut possible sur les flancs du K2 avec leur équipe de deux alpinistes et si possible atteindre le sommet, tout en survivant aux 18 jours de l'expédition. Selon les paliers d'altitude franchis et les positions tenues, les joueurs gagnent des points pour chacun de leur alpiniste. Un alpiniste mort perd tous ses points. 
Les scores peuvent aller de 2 (deux alpinistes morts) à 20 (deux alpinistes parvenus au sommet).
En cas d'égalité, celui qui est parvenu au sommet en premier remporte la partie, ce qui fait aussi de K2 un jeu de course.

### Matériel
- 1 plateau de jeu double-face, avec deux parcours différents (été et hiver)
- 12 tuiles météo (6 tuiles été, 6 tuiles hiver)
- 20 pions alpinistes en bois
- 5 mini-plateaux d'acclimatation
- 90 cartes à jouer (18 cartes par joueur)
- 1 marqueur météo en bois
- 1 jeton de premier joueur joueur 1 marqueur de départ
- 10 pions tentes en bois
- 10 marqueurs d'acclimatation
- 20 jetons de risque
- 5 cartes de sauvetage
- 1 livret de règles